# Regina Guimarães
Regina Guimarães (n. a 4 de Setembro de 1957, no Porto, Portugal) é uma artista multifacetada, poeta, autora e tradutora de textos dramáticos. A sua escrita caracteriza-se por uma forte musicalidade, associada a imagens fortes e bizarras. Foi professora universitária na FLUP, no ESMAE e na ESAD. O seu trabalho desenvolve-se em simultâneo ou alternadamente em várias áreas artísticas que, não raras vezes, dialogam entre si. Autora de peças e canções infantis, é escritora de guiões para cinema, letrista e realizadora de videos.

## Vida
Juntamente com o seu companheiro Serge Abramovici (Saguenail), com quem vive desde 1975, fundou a editora Hélastre. Foi directora da revista A Grande Ilusão, presidente da Associação Os Filhos de Lumière, programadora do ciclo permanente O Sabor do Cinema no Museu de Serralves e integra a equipa do Nove e Meia, cineclube nómada. É co-fundadora do Centro Mário Dionísio. Organiza desde 2007 a Leitura Furiosa.
Com Ana Deus, desenvolveu o projecto musical Três Tristes Tigres, tendo escrito as letras das canções da banda. Também escreveu algumas das letras de canções dos Clã.
Fez organização de oficinas de escrita e de iniciação ao cinema.
Escreveu crítica cinematográfica no jornal O Primeiro de Janeiro, e, sobretudo, na revista de cinema A Grande Ilusão, que fundou em 1984 e que dirigiu durante alguns anos.
Há ainda a assinalar no campo do teatro uma colaboração regular com o Teatro de Marionetas do Porto ou com o Balleteatro Companhia.
No domínio da tradução é de destacar: Corneille (A Ilusão Cómica), Molière (As preciosas ridículas; Tartufo), Musset (Fantásio), Claudel (O anúncio feito a Maria; Partir a Meio Dia; A Morte de Judas), Robert Pinget (Arquicoiso, Paralquimia, etc.), Sartre (A puta respeitadora), S. Beckett (Dias felizes), Brecht (Lux in tenebris), Saguenail (Tráfico da alma), Sarrazac (Lázaro também ele sonhava com El Dorado), J. Tardieu (O guichet e outras), M. Vinaver (King), Koltès (Roberto Zucco), entre outros.
Paralelamente, tem desenvolvido trabalho em vídeo, nalguns casos, ao lado de Saguenail.
Aquando do Porto 2001: Capital Europeia da Cultura, foi uma das escritoras incluídas no ciclo de palestras Vozes e Olhares no Feminino, onde Maria de Lurdes Sampaio leu um ensaio sobre a obra de Regina Guimarães. Um excerto do mesmo ensaio, bem como um conjunto de poemas inéditos da poeta foi depois incluído na antologia com o mesmo nome do ciclo, editada pela Afrontamento.
A partir de um seu livro, em 2022, David Doutel e Vasco Sá vão preparar uma longa-metragem de animação, intitulada "Una", tendo subjacente o tema da sustentabilidade ambiental, onde cruzará dois conceitos que se relacionam, um sobre "o paradoxo da extração de energias renováveis, neste caso a exploração mineira do lítio, para salvar o planeta", e outro sobre ecoansiedade nos mais jovens.
O primeiro livro da Regina Guimarães foi publicado em 1979.

## Livros publicados
É autora de vários livros, nomeadamente: 
- 1979- A Repetição (ed. Hélastre)
- 1980- Abaixo da Banalidade, Abastança (ed. Hélastre)
- 1985- Anelar, Mínimo (ed. &etc) com um desenho de Isabel Pyrrait.
- 1990- O Extra-Celeste (ed. AEFLUP) com um desenho de Natalie Douchkine.
- 1990- Múmia (ed. Hélastre) com desenhos de Alberto Péssimo.
- 1992- Uma Árvore como se Fosse Uma Raínha (ed. autor, Afrontamento), com desenhos de Alberto Péssimo.
- 1994- Tutta (ed. Felício & Cabral)
- 2001- Algum(ns) Texto(s) Avesso(s) à Ideia de Obra (na antologia Vozes e Olhares no Feminino)
- 2002- 9 Histórias a 4 Mãos e 7 Pés (ed. Campo Alegre)
- 2005- Cause: Piéces à Conviction, com Saguenail (ed. Hélastre)
- 2007- Foule, com Saguenail (ed. Hélastre)
- 2008- Documentira/ A Construção do Real, com Saguenail (Profedições)
- 2009- Orbe (ed. Hélastre)
- 2009- Lady Boom: As Raínhas/ Cantigas de Amigo (ed. Hélastre)
- 2010- Dix-Sept Écoutes (ed. Leitura Furiosa)
- 2010- Caderno do Regresso (ed. Hélastre) prefácio de Saguenail.
- 2011- Lieux Dits (ed. Hélastre)
- 2011- A Mal Acabada: Texto Infinito (ed. Hélastre)
- 2012- Caderno do Poço e da Gaveta (ed. Hélastre)
- 2013- Cadernos do Eclipse (4 volumes, ed. Hélastre)
- 2017- Desobedecer às Indústrias Culturais (Deriva Editores)
- 2018- Leitura Furiosa (Outro Modo)
- 2019- A Casa | The House, com Maria Burmester, Manoel de Oliveira (Fundação de Serralves)
- 2020- Antes de Mais e Depois de Tudo/ Poemas escolhidos (Editora Exclamação)
- 2021- Caderno das Duas Irmãs e do que Elas Sabiam (Editora Exclamação)

## Outros livros
- 1991- Jour le Jour, de Saguenail (ed. Black Sun), tradução de Regina Guimarães
- 1999- A Hora Sua (ed. Assírio e Alvim) antologia de textos para fotografias de Renato Roque, organização de Regina Guimarães
- 2000- Traite de l' Âme, de Saguenail (ed. Black Sun), tradução de Regina Guimarães
- 2005- Jeux de Lazare, de Saguenail (ed. Hélastre), com dois poemas, capa e desenhos de Regina Guimarães
- 2009- Livre d'Images: Un Grosse de Tankäs, de Saguenail (ed. Hélastre) tradução de Regina Guimarães
- 2009- Le Peu de Chose, de Saguenail (ed. Hélastre), capa e desenhos de Regina Guimarães

## Filmografia
- 1988 – Who’s who
- 1989 – As visões da santa
- 1990 – Roda
- 1990 – Casa-mãe, natureza morta
- 1990 – Pedra de canto I
- 1991 – Pedra de canto II
- 1991 – Múmi
- 1991 – O pequeno amor
- 1991 – O mês de acção de graças
- 1992 – Desordens
- 1992 – Veneris
- 1993 – Para os 10 anos do Fio da Ariana
- 1993 – Antes da Paixão (co-realizado com Saguenail)
- 1994 – Uma visita (co-realizado com Saguenail e A. de Sousa)
- 1995 – O sono da Europa
- 1995 – Perigo de explosão (co-realizado com Saguenail)
- 1995 – LM (co-realizado com Saguenail)
- 1996 – O rapto da Europa
- 1996 – Par cœur
- 1996 – Uma cerveja no inverno (real. R. Reininho)
- 1996 – Chamam ao telefone o Sr. Pirandello (espectáculo do Seiva Trupe)
- 1997 – Europa parte nenhuma
- 1998-1999 – Sabores (co-real. Saguenail)
- 2000 – À mesa
- 2000 – A&B
- 2000 – Pós (co-realizado com Saguenail)
- 2001 – Dentro (co-realizado com Saguenail)
- 2001 – O nosso caso – Livro I: Génese (co-realizado com Saguenail)
- 2001 – Ah mas é
- 2001 – Fins do mundo
- 2002 – O nosso caso – Livro II: A Terra Prometida (co-realizado com Saguenail)
- 2002 – O Nosso Caso – Livro III: Jonas (co-realizado com Saguenail)
- 2002 – Frente e traseiras
- 2002 – Ver Página 297
- 2002 – A Pessoa da Pessoa na minha Pessoa
- 2003 – O Nosso Caso – Livro IV: O bezerro de ouro (co-realizado com Saguenail)
- 2003 – Cadernos
- 2003 – O Nosso Caso – Livro V: O massacre dos inocentes (co-realizado com Saguenail)
- 2003 – Ailleurs si j’y suis (crónicas do além) (co-realizado com Saguenail)
- 2003 – O Nosso Caso – Livro VI: Carne (co-realizado com Saguenail)
- 2003 – Presente
- 2004 – Felicidade sim (co-realizado com Saguenail)
- 2005 – Terra de cegos (co-realizado com Saguenail)
- 2005 – Olho da rua (co-realizado com Saguenail)
- 2005 – Meu deus
- 2006/08 – Seis retratos (Luísa, Renzo, Ana, Carlos, Esmeralda, Artur, Iuri), (em parceria com Amarante Abramovici e Tiago Afonso)
- 2006 – A Bagagem
- 2007 – Antónia
- 2007 – Tronco & Nu
- 2008 – O Compasso (co-realizado com Saguenail)
- 2008 – Um Retrato (Sami), (em parceria com Tiago Afonso)
- 2008 – Moiras (co-realizado com Saguenail)
- 2008 – 2XOliveira (co-realizado com Amarante Abramovici)
- 2009 – Memória da Casa
- 2009 – Oliveira / Aniversário
- 2009 – Biblioteca audiovisual da Achada (Obra, Gabriela, Francisco Castro Rodrigues, Retrato, Cristina Almeida Ribeiro, Mural/Moral)
- 2010 – Nus dans la cage d’escaliers (co-realizado com Saguenail)
- 2010 – Rés-do-chão
- 2010 – Última fita
- 2010 – Ângulo morto
- 2010 – Pommes
- 2010 – Ursas menores
- 2011 – Sem cura, À saúde de Manoel de Oliveira (co-realizado com Saguenail)
- 2011 – Estudo de mercado (co-realizado com Saguenail)
- 2011 – Ateliers Ângelo
- 2011 – Grand teint
- 2011 – Sans tain
- 2012 – Menina dos Olhos
- 2012 – Drôle de guerre
- 2012 – Retour
- 2013 – Pequenos Teatros de Rua
- 2013 – Radical Livre
- 2013 – Cité aux puces (co-realizado com Garance Le Bars)
- 2013 - Bouts d’essai, avec Marie Carré
- 2013 – Diáspora
- 2013 – Luz
- 2013 – Filmar Cá (co-realizado com Saguenail)
- 2013 – Idade terceira
- 2014 – La panne des sens
- 2014 – Câmara de eco
- 2014 – Deux lustres
- 2015 – Insula
- 2015 – Scènes de ménagerie
- 2016 – Sand Wishes
- 2016 – Caderno da Cirurgia
- 2016 – Portugalito
- 2017 – Lugares comuns
- 2017 – Assobios e piropos[4]